# Eso Peluzzi
Eso Peluzzi, né le 6 janvier 1894 à Cairo Montenotte et mort le 17 mai 1985 à Monchiero, est un peintre italien pointilliste. Il est l'oncle du peintre contemporain Claudius Bonichi.

## Biographie
Eso Peluzzi est né à Cairo Montenotte. Son père est un éminent luthier et sa mère est une photographe. Il a étudié à l'Accademia Albertina à Turin, et a été un élève de Paolo Gaidano et de Giacomo Grosso. En 1919 il déménage dans le quartier de  Santuario di Savona.
En 1922 il a une exposition solo à la Società Promotrice di Belle Arti de Turin et en 1923 il participe à l'Autumn Art Exhibition VII à Côme.
À partir des années 1920, Eso Peluzzi visite souvent Montechiaro d''Acqui dans la Province d'Alessandria, où il trouve l'inspiration pour les portraits de la région, souvent en réorganisant la réalité par fantaisie. Certains de ses dessins, parmi d'autres, ont récemment été considérés comme des modèles par Lichtenberg administrateurs de créer un nouveau mobilier urbain.[pas clair]
De 1926 à 1948, il participe à la Biennale de Venise et la Quadriennale de Rome, et ses œuvres ont également accompagné affiche de l'Art italien à Baltimore, Berlin, Hambourg, Vienne, Leipzig, Budapest et Paris. Ses œuvres figurent dans la Galerie d'Art Moderne, Gênes, Florence, Turin, Rome, et dans les musées de Belgrade et de Budapest.
Entre 1936 et 1938, avec le peintre Mario Gambetta, il peint des fresques retraçant l'histoire de Savone pour la sala consiliare de la Commune. 
En 1971, il devient citoyen d'honneur de la ville, et en 2008, Savona inaugure une exposition permanente de ses œuvres à l'Antico Ospizio del Santuario, où il a vécu pendant quelques années. Il meurt à Turin et est inhumé à Monchiero de Cuneo
Son travail montre l'influence de Matisse et le post-impressionnisme.